# Natawis
Zakłady Radiotechniczne „Natawis” – działająca w latach 1925–1939 w Warszawie firma specjalizująca się w imporcie i produkcji części radiotechnicznych oraz gotowych odbiorników radiowych.
Nazwa firmy pochodziła od imienia i nazwiska założyciela – Natana Wisenberga, który zajmował się importem sprzętu radiowego od 1919 r. Firma ZR Natawis została zarejestrowana i rozpoczęła działalność w roku 1925 w siedzibie przy ul. Królewskiej 41 w Warszawie, a w 1926 otworzyła własne warsztaty produkcyjne przy ul. Puławskiej 36/38. Wkrótce zbudowała własną sieć dystrybucji opartą na przedstawicielstwach w Krakowie, Poznaniu i Łodzi. W roku 1936 właścicielem był Adam Wiesenberg.
Do roku 1935 odbiorniki radiowe produkcji Natawisa były oznaczane według następującego kodu:
Odbiorniki lampowe:
- pierwsza litera: G = aparat z wbudowanym głośnikiem; brak litery = bez głośnika
- druga litera – rodzaj zasilania: Z = prąd zmienny; S = prąd stały; B = bateryjne
- pierwsza cyfra – liczba obwodów strojonych
- druga cyfra – liczba lamp radiowych (bez prostowniczych)
- trzecia cyfra – wersja aparatu

Odbiorniki detektorowe:
- pierwsza litera: D = odbiornik detektorowy
- pierwsza cyfra – liczba obwodów strojonych
- druga cyfra – wersja aparatu

Np. GZ123, GZ136, D11
Od roku 1935, podobnie jak inne firmy, Natawis nadawała swoim odbiornikom nazwy własne – np. Piccolo, Herold, Imperator, Cezar, Royal, Mont Blanc, Olimp.

### Literatura
- Roman Stinzing, Eugeniusz Szczygieł, Henryk Berezowski (2000), Złote lata radia w II Rzeczypospolitej, Nowy Sącz, V.I.D.I., ISBN 83-909628-6-1.
- Rocznik Polskiego Przemysłu i Handlu 1936